# クロミズカキトビアオガエル

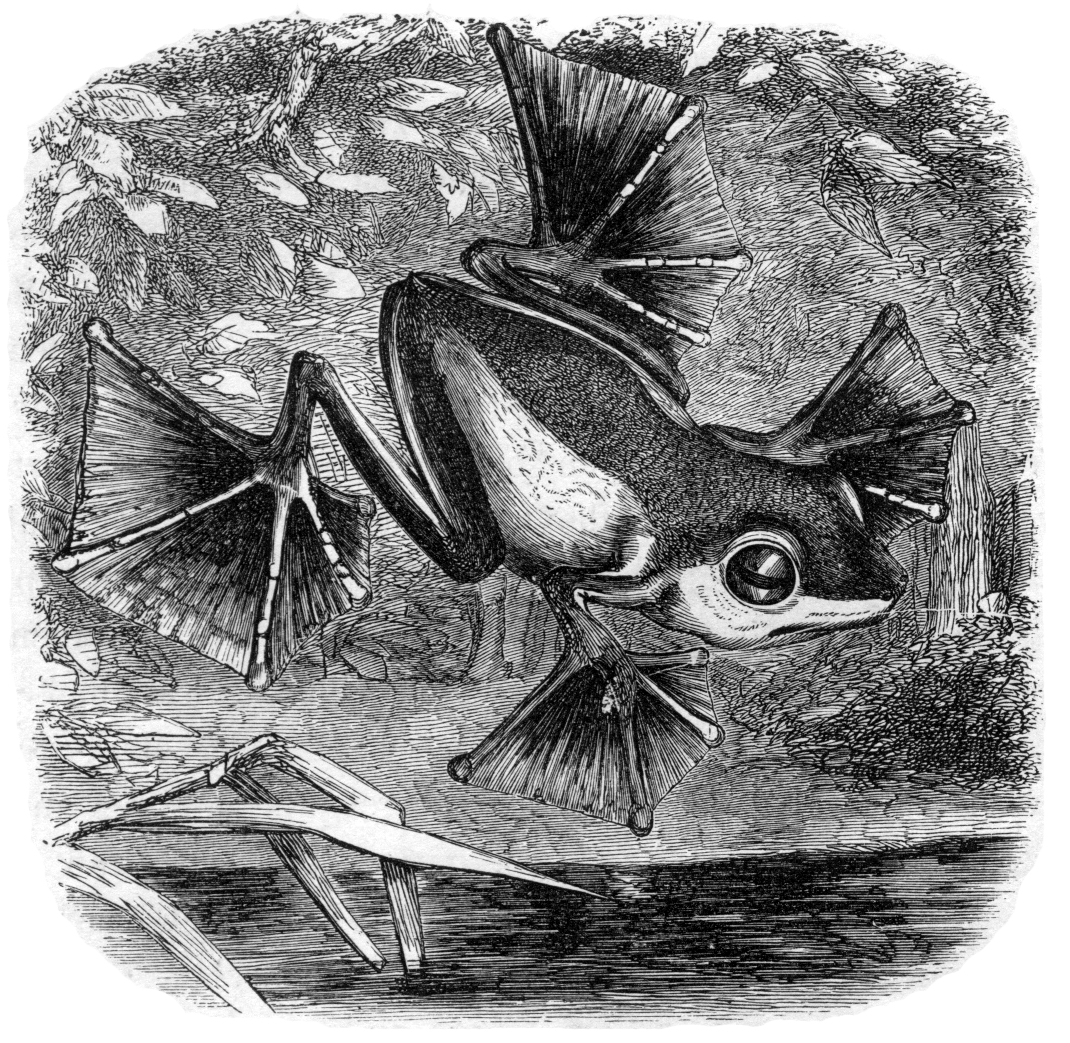
アルフレッド・ラッセル・ウォレスの本『マレー諸島』にある本種の挿絵

クロミズカキトビアオガエル（黒水掻飛青蛙、学名: Rhacophorus nigropalmatus）は、アオガエル科アオガエル属（Rhacophorus）に分類されるカエルの1種で、空気抵抗を利用し滑空することができる。英名の翻訳でワラストビガエルまたはウォーレストビガエルで呼ぶこともある。
英名は生物学者で探検家のアルフレッド・ラッセル・ウォレスが初めて本種の標本を採集したことにちなむ。

## 分布
マレー半島、ボルネオ、スマトラが主な生息地である。
ラオス、ベトナム、中国南部にも類似種の発見例があるが、同種であるかどうかは今のところ不明である。

## 形態
本種の身体はやや扁平である。体長はおよそ80-100ミリメートルで、アオガエル属では最大の部類に入る。他のアオガエル類と同様、メスはオスより大型である。目と鼓膜が大きく、瞳孔は水平方向に長い。四肢は長く、指の先端部が肥大化している。体色は光沢のある緑色で、腹面は白色か薄い黄色である。また、体の両側には黒い斑点が1つずつある。
特徴としては指の間には水かきのような皮膜がついている。また、四肢の間にも飛膜のような伸びた皮膜がある。指と水かきの外縁部は山吹色で、水かきの大部分は真っ黒である。種小名のnigropalmatus（黒い手のひら）はこれに由来する。
全体的にジャワトビガエル（Rhacophorus reinwardtii）と Rhacophorus kio に似ているが、本種は体長がより一回大きく、水かきも橙色っぽい色を呈していない。

## 分類
デニスアオガエル（Rhacophorus dennysi）、Rhacophorus maximus、Rhacophorus feae は、かつて本種の亜種と見なされた時期がある。

## 生態
樹上棲で、交尾と産卵の時以外はめったに地面に下りることはない。繁殖時にはスマトラサイがヌタ場にしている水たまりを好む。
熱帯雨林の中で滑空して木から木へ移動する。危険を察知した時または餌を探す時には、枝から飛び降りて四肢と指を扇のように大きく開いて飛ぶ。飛膜によって空気抵抗が大きくなるので、本種は近くにある他の木や地面へと滑空することができる。15メートルやそれ以上の距離を滑空した記録もある。指の先端部が大きく膨らんでいることから、木や地面に接触する時に衝撃を和らげることができる。また、この構造によって木登りする時にも滑りにくくなる。
食性は動物食で、主に昆虫類を捕食する。主な天敵は樹上棲のヘビである。